# Kleinwallstadt
Kleinwallstadt är en köping (Markt) i Landkreis Miltenberg i Regierungsbezirk Unterfranken i förbundslandet Bayern i Tyskland.
Köpingen ingår i kommunalförbundet Kleinwallstadt tillsammans med kommunen Hausen.